# Papyrus 68
Papyrus 68 (nach Gregory-Aland mit Sigel {\displaystyle {\mathfrak {P}}}68 bezeichnet) ist eine frühe griechische Abschrift des Neuen Testaments. Dieses Papyrusmanuskript des 1. Korintherbriefes enthält nur die Verse 4,12–17 und 4,19–5,3. Mittels Paläographie wurde es auf das 7. Jahrhundert datiert.
Der griechische Text der Handschrift ist gemischt. Kurt Aland ordnete ihn in Kategorie III ein.
Zurzeit wird das Manuskript in der Russischen Nationalbibliothek unter der Signatur Gr. 258B in Sankt Petersburg aufbewahrt.